# Перовский, Лев Николаевич
Лев Николаевич Перовский (1816 — 13 [25] февраля 1890, Санкт-Петербург) — русский государственный деятель, санкт-петербургский губернатор (1865—1866), член Совета министра внутренних дел, действительный статский советник, штабс-капитан.

## Биография
Родился в 1816 году; сын Николая Ивановича Перовского и внук графа Алексея Кирилловича Разумовского.
В 1831 году окончил Институт Корпуса инженеров путей сообщения и в чине прапорщика был оставлен при институте для продолжения научных занятий. Занимался исследованиями Ладожского канала, с 1834 года — состоял в инспекции городских дорог. В 1836 году в том же звании перешёл в Гренадерский лейб-гвардии полк, где состоял адъютантом у командира гвардейского пехотного корпуса. 10 марта 1845 года вышел в отставку по болезни в чине штабс-капитана.
22 марта 1846 года поступил на службу старшим помощником столоначальника в VI Отделение Почтового департамента, в мае 1846 года переименован в титулярные советники. С 1847 года служил в Таможенном ведомстве. В 1854 году был назначен в Экспедицию государственных кредитных билетов младшим директором 1-го отделения.
С 26 июля 1857 по 2 августа 1859 года — Псковский вице-губернатор. В 1859—1860 годах — Таврический вице-губернатор, с семьёй проживал в Крыму, в имении отца Алькадар (Бельбек, Симферопольский уезд, Таврическая губерния). Будучи статским советником, 7 июля 1861 года назначен Санкт-Петербургским вице-губернатором. 31 августа 1862 года произведён в действительные статские советники. С 1 января 1865 по 22 июля 1866 года занимал пост санкт-петербургского губернатора. Уволен с должности губернатора после покушения Д. В. Каракозова на Александра II.
С 1865 по 1866 год был членом Попечительского совета заведений общественного призрения в Санкт-Петербурге.
22 июля 1866 года назначен членом Совета министра внутренних дел, занимал эту должность до своей смерти, последовавшей в ночь на 13 февраля 1890 года в Санкт-Петербурге, где он и похоронен на Смоленском православном кладбище.

## Награды
- Орден Святой Анны 2-й степени (1859)
- Орден Святого Владимира 3-й степени (1864)
- Орден Святого Станислава 1-й степени (1866)
- Орден Святой Анны 1-й степени (1869)
- Орден Святого Владимира 2-й степени (1876)

- Лев Николаевич Перовский 
∞Варвара Степановна, урожд. Веселовская (*1821 (или 1826) †1904), дочь Степана Семёновича Веселовского (*1781 †1852) и Луизы Петровны, урожд. Долгово-Сабуровой.
  - Николай Львович (*08.06.1845, с. Церковье, Рогачевского у. Могилевской губ. †?)
∞ Елизавета Павловна, урожд. Турчанинова.
    - Николай Николаевич (*1874 †?).
    -  Варвара Николаевна (*14.12.1877 †1938)
∞ Аркадий Сапожников.

  - Мария Львовна (*17.11.1847 †1890) 
∞ Михаил Алексеевич Загарский (Загорский), врач.
    - Маргарита Михайловна Загарская (*1879 †1950) 
∞ Василий Васильевич Фурсенко (*1878 †1942). 
∞ Александр Августович Герке (Alexander Wilhelm Julius Gerke) (*07.10.1878 †27.09.1954).
      - (от 1-го брака) Александр Васильевич Фурсенко (*18.01.1903 †30.09.1975).
∞Ванда Владиславовна, урожд. Рокицкая (*1906 †1927), студентка биофака Ленинградского университета, умерла при родах. 
∞Анна Сергеевна, урожд. Гаярина (*1906 †1940). 
∞Ксения Борисовна, урожд. Александрова (*1914 †2007) .
        - (от 1-го брака) Александр Александрович Фурсенко (*11.11.1927 †20.07.2008).
∞ Наталья Львовна, урожд. Голдина (*1927).
          - Андрей Александрович Фурсенко (*17.07.1949). 
∞Татьяна, урожд. Гонелина (род. 1947). 
∞ Надежда Александровна, урожд. Смирнова.
            - (от 1-го брака) Александр Александрович Фурсенко (*1979).

          - Сергей Александрович Фурсенко (*11.03.1954).
∞ Елена Алексеевна, урожд. Шелгунова (*17.02.1954).
            - Мария Сергеевна Фурсенко (*09.10.1975) 
∞ Александр Георгиевич Столяров.
              - Ирина Александровна Столярова (*1998).
              -  Василий Александрович Столяров (*2000).

            -  Анна Сергеевна Фурсенко (*11.08.1977) 
∞ Эмиль Халимович Ахунзянов.

        - (от 2-го брака) Наталья Александровна Фурсенко (*1929).
∞ Александр Дмитриевич Смирнов (*1920 †2006).
          - Анна Александровна Смирнова (*1955).
∞ Станислав Петрович Меркурьев (*1945 †1993).
            - Ирина Станиславовна Меркурьева (*1976).
            - Пётр Станиславович Меркурьев (*1979).

          - Фёдор Александрович Смирнов (*1957).
            - Дмитрий Фёдорович Смирнов (*1981).
            - Наталья Фёдоровна Смирнова (*1986).

        - (от 2-го бака) Маргарита Александровна Фурсенко (*1931).
        - (от 3-го брака) Борис Александрович Фурсенко (*1946).
∞ Людмила Григорьевна, урожд. Романеева (*1945). 
∞ Ирина Валериановна.
          - (от 1-го брака) Иван Борисович Фурсенко (*1968).
∞ Елена Анатольевна, урожд Паникоровская (*1970).
            - Татьяна Ивановна Фурсенко (*1990).

          - (от 1-го брака) Илья Борисович Фурсенко (*1970).
∞ Ирина Анатольевна, урожд. Клещева (*1971).
            - Александра Ильинична Фурсенко (*1989).
            - Ксения Ильинична Фурсенко (*2000).
            -  Илья Ильич Фурсенко (*2008).

        - (от 3-го брака) Алексей Александрович Фурсенко (*1948).
∞ Маина Леонтьевна, урожд. Долгая (*1939).
          - Анастасия Алексеевна Фурсенко (*1970).
            -  Иван Витальевич Фурсенко (*1992).

        - (от 3-го брака) София Александровна Фурсенко (*1949 †1976).
        - (от 3-го брака) Ольга Александровна Фурсенко (*1951).
∞ Евгений Васильевич Агапов (*1952).
          - Василий Евгеньевич Агапов (*1979).
          -  София Евгеньевна Агапова (*1989).

        - (от 3-го брака) Дмитрий Александрович Фурсенко (*1953).
∞ Анна Михайловна, урожд. Поминова (*1955).
          - Ксения Дмитриевна Фурсенко (*1976).
∞ Иван Хлебников.
            - Иван Иванович Хлебников (*1998).

          -  Иван Дмитриевич Фурсенко (*1993).

        -  (от 3-го брака) Виктор Александрович Фурсенко (*1954 †2002).
∞ Марина Константиновна, урожд. Лебедева (*1954). 
∞ Елена Артемьевна, урожд. Салина (*1959).
          - (от 1-го брака) Роман Викторович Фурсенко (*1979).
            -  Юрий Романович Фурсенко (*2012).

          - (от 1-го брака) Алексей Викторович Фурсенко (*1984).
            -  Артём Алексеевич Фурсенко (*2012).

          - (от 2-го брака) Дарья Викторовна Фурсенко (*1991).

      - (от 2-го брака) Алексей Александрович Герке (*24.08.1907 †1992).
      - (от 2-го брака) Александр Александрович Герке.

  - Василий Львович (*30.09.1849 †19.01.1942) — студент Санкт-Петербургского университета и Технологического института, член кружка «чайковцев», в ссылке 1881—1885 (г. Тара, Тобольская губерния), в 1899—1915 гг. служил управляющим замка Поповых, умер в блокадном Ленинграде[5].
∞Александра Ивановна, урожд. Владыкина (*1852, станица Усть-Медведицкая †1904).
    - Василий Васильевич (*31.12.1875 †29.09.1944), коллежский асессор (1915), лесовод; окончил С.-Петербургский лесной институт (1902), работал в Средней Азии: лесничий 2-го разряда Копальского (1907-10), лесничий 1-го разряда Пржевальского, лесничий Верненского уездов (1913-18), овладел казахским, киргизским и туркменским языками, один из членов-учредителей отдела РГО в г. Верный (ныне Алма-Ата), затем работал на Алтае, заведующий отделом охоты Наркомпроса РСФСР (1926-28).
∞ (1899) Мария Давидовна, урожд. Кржижевская (Кржижановская) (*03.04.1876 †1932).
      - Софья Васильевна (*26.03.1900 †1972).
∞ Григорий Штрох. 
∞ Василий Васильевич Сюткин.
        - (от 1-го брака) Лев Григорьевич Штрох (Перовский) (*1922 †?).
        -  (от 2-го брака) Василий Васильевич Перовский (*1940 †1978).

      - Ольга Васильевна (*12(25).03.1902 (или 27.03(09.04).1902 или 08.04.1902) †18 (или 17).9.1961).
∞ Григорий Емельянович Замчалов (*07.03.1901 †осень 1941).
      - Юлия Васильевна (*24.04.1904 †16.04.1996).
∞ Владимир Мартынович Целин (*28.11.1898 †15.06.1986).
      - Наталья Васильевна (*29.03.1906 †1986).
∞Борис Александрович Метнер (*1898 †1977), племянник А. Ф. Гедике.
        -  Татьяна Борисовна Назарова-Метнер (*23.09.1928 †10.10.1999).

    - Николай Васильевич (*28.10.1877 †25.03.1942), инженер-технолог, служащий Балтийского завода в Ленинграде (1926—1927), старший инженер Ленинградского отдела треста «Гидроэнергопроект» (1927—1941), в том числе в управлении «Свирьстрой» (1928—1929), умер во время блокады Ленинграда; также указывается как инженер Кировского завода в Ленинграде, «Волховстроя».
∞ Елена Георгиевна, урожд. Андриевская (*1879 †?).
      - Николай Николаевич (*22.10(04.11).1904 †12.03.1988), инженер-машиностроитель, в годы Великой Отечественной войны главный инженер Алтайского тракторного завода в г. Рубцовске (с 1942), лауреат Сталинской премии 2-й степени за 1949 (1950).
      - Сергей Николаевич (*08(21).02.1906 †06.11.1969), инженер-радист, участник советско-финляндской войны 1939-40, Великой Отечественной войны, лауреат Сталинской премии 2-й степени за 1951 (1952).
        - Елена Сергеевна (*1946), инженер-гидроакустик.
∞ Иосиф Крюков.
          -  Екатерина Иосифовна Крюкова.

    - Софья Васильевна (*1878 †1900).
∞ Павел Константинович Гунали (*16.02.1875, с. Балточакрак, Симферопольского у. Таврической губ.).
      - Александр Павлович Гунали (*27.06.1900, Симферополь †30.07.1986, Запорожье).

    - Глеб Васильевич (*22.11.1887, Севастополь †1970).
∞ Давникия Петровна, урожд. Верницкая (*07.10.1888, Васильевка, Мелитопольского у. Таврической губ. †?).
      - София Глебовна (*25.12.1919(07.01.1920), Васильевка †20.11.1999, Запорожье)
      - сын.

  - Софья Львовна (*01.09.1853 †03.04.1881) — казнена через повешение за организацию убийства Александра II. Без потомства.